# Pohod v Tabuk
Pohod v Tabuk v današnji zahodni Saudovi Arabiji v bližini Akabskega zaliva je bil vojaški pohod preroka Mohameda oktobra 630 (9 po hidžri). Muslimanska vojska je štela kar 30.000 mož.

## Priprave
Po govoricah o grozeči bizantinski invaziji so muslimani in Mohamedovi zavezniki prejeli nujen Mohamedov poziv, naj se pridružijo akciji proti Bizantincem. Puščavski Arabci se na poziv niso odzvali in za to kljub darilom našli različne izgovore.

## Pohod
Mohamed je s svojo vojsko oktobra 630 (9. radžaba po hidžri) kljub temu odšel proti severu do Tabuka. Pohod je bil njegov največji in zadnji. Ali ibn Abi Talib, ki je sodeloval v več drugih Mohamedovih ekspedicijah, se po Mohamedovih navodilih ni udeležil pohoda in ostal v Medini. Mohamed je v Tabuku preživel dvajset dni, preiskoval okolico in sklepal zavezništva z lokalnimi poglavarji. Ker se bizantinska vojska ni pojavila na bojišču, se je odločil vrniti v Medino. 
Četudi se Mohamed pri Tabuku ni spopadel z bizantinsko vojsko, je  "njegova demonstracija sile pokazala njegov namen, da izzove Bizantince za nadzor nad severnim delom karavanske poti iz Meke v Sirijo".